# Ney Elias
Ney Elias (ur. 10 lutego 1844 w Kent, zm. 31 maja 1897 w Londynie) – angielski podróżnik, odkrywca i dyplomata. W 1868 zrobił zdjęcia dolnego biegu rzeki Huang He, w latach 1872–1873 pustynię Gobi i zachodnią Mongolię. Zwiedził także Indie, Jarkand i w 1885 wyżynę Pamir. Napisał Introductory sketch of the history of the Shans in Upper Burma and Western Yunnan (Kalkutta, 1876).